# 다구치 미쓰히사
다구치 미쓰히사(일본어: 田口 光久, 1955년 2월 14일 ~ 2019년 11월 12일)는 일본의 축구 선수로 현역 시절 포지션은 골키퍼이다.

## 국가대표팀 경력
그는 1975년 9월 8일 대한민국과의 경기에서 일본 국가대표팀에 데뷔했다. 1978년과 1982년 아시안 게임에도 출전했다. 그는 1984년까지 국제 A매치 통산 59경기에 출전했다.

## 통계
| 일본 | 일본 | 일본 |
| 연도 | 출전 | 득점 |
| ---- | ---- | ---- |
| 1975 | 1    | 0    |
| 1976 | 3    | 0    |
| 1977 | 5    | 0    |
| 1978 | 13   | 0    |
| 1979 | 8    | 0    |
| 1980 | 4    | 0    |
| 1981 | 4    | 0    |
| 1982 | 8    | 0    |
| 1983 | 9    | 0    |
| 1984 | 4    | 0    |
| 통산 | 59   | 0    |